# Thunersee

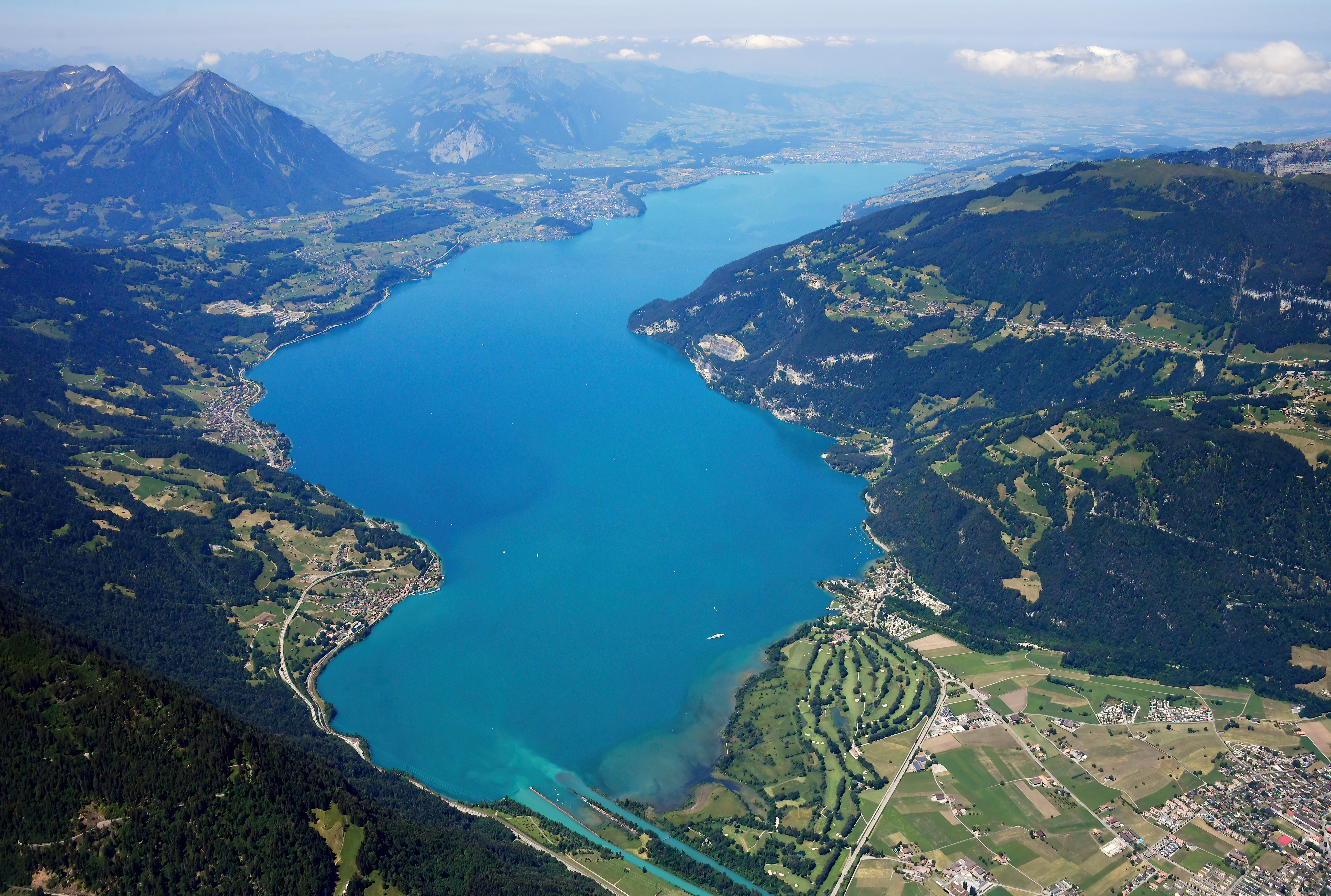
Jezioro Thun

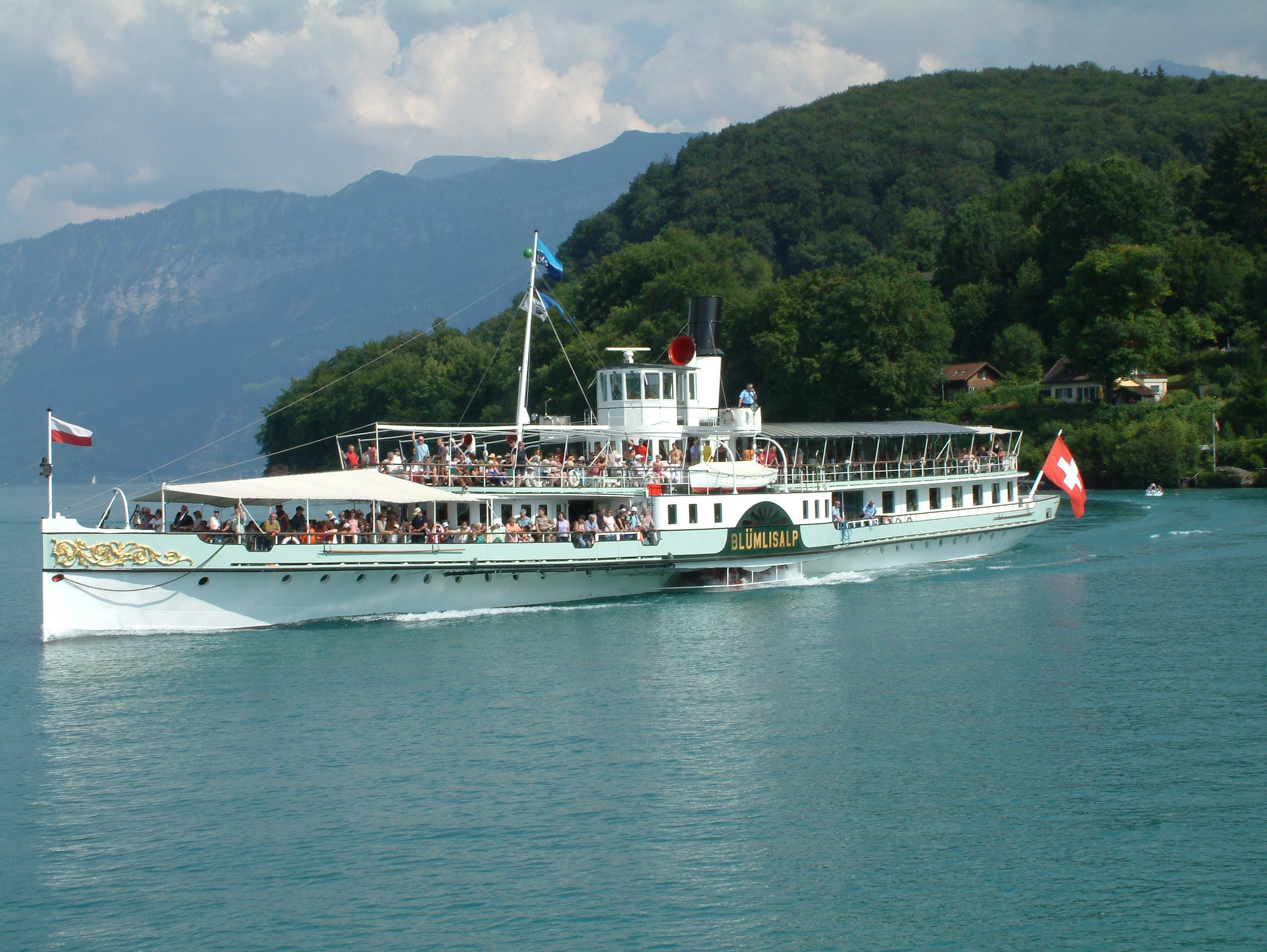
Parowiec bocznokołowy „Blümlisalp” na jeziorze Thun

Jezioro Thun (niem. Thunersee, fr. lac de Thoune) – jezioro w Szwajcarii, w kantonie Berno. Położone jest u północnych podnóży Alp Berneńskich, w tzw. Berner Oberland. Jest jeziorem przepływowym – przepływa przez nie rzeka Aare.

## Charakterystyka
Mocno wydłużone w osi południowy wschód – północny zachód i nieznacznie wybrzuszone ku południowi, jezioro Thun ma długość 17,5 km i maksymalną szerokość 3,5 km. Jego powierzchnia wynosi 48,3 km² – jest ósmym co do powierzchni jeziorem Szwajcarii, czwartym – położonym całkowicie w granicach tego kraju i największym, położonym w całości na terenie jednego kantonu. Maksymalna głębokość jeziora wynosi 217 m (według innych źródeł: 215 m), a objętość zgromadzonych w nim wód 6,5 km³. Powierzchnia lustra wody znajduje się na wysokości 558 m n.p.m.

## Zlewnia jeziora
Powierzchnia zlewni rzek wpływających do jeziora wynosi ok. 2500 km² (w tym powierzchnia jeziora Brienz). Największą rzeką wpływającą do jeziora jest Aare, która wypływa z położonego nieco na wschód i o 6 m wyżej wspomnianego jeziora Brienz. Z pozostałych cieków wodnych wpadających do jeziora największym jest rzeka Kander. Z jeziora wypływa tylko jedna rzeka - Aare. Jej średni przepływ u wypływu z jeziora wynosi 110 m³/s, natomiast maksymalny przepływ – 345 m³/s.

## Zagrożenie dla jeziora
Podobnie jak większość alpejskich jezior centralnej Szwajcarii, jezioro Thun było wykorzystywane przez armię szwajcarską do składowania zbędnej amunicji i materiałów wybuchowych. Z uwagi na bliskość w stosunku do wojskowych magazynów, w latach 1945–1964 zatopiono w nim (w zależności od szacunków) od 3000 do 4600 ton (z przeszło 8000 ton dotychczas ujawnionych) bomb lotniczych, pocisków artyleryjskich, granatów, amunicji strzeleckiej i materiałów wybuchowych (w tym TNT). Poza wybuchowym, największym zagrożeniem są zawarte w amunicji metale ciężkie i inne toksyczne związki, których szkodliwe oddziaływanie m.in. na faunę jeziora jest ostatnio poważnie brane pod uwagę.
Po wielu latach przemilczania sprawy, problem amunicji zatopionej w jeziorze od 2003 r. jest oficjalnie rozpatrywany przez władze Konfederacji Szwajcarskiej.

## Żegluga na jeziorze
Od 1835 r. działa na jeziorze regularna żegluga pasażerska (dziś wykorzystywana prawie wyłącznie w celach turystycznych). Aktualnie obsługuje ją największa prywatna szwajcarska spółka kolejowa BLS AG, dysponująca flotą 8 jednostek.
Wśród jednostek „Białej floty” jeziora Thun znajduje się historyczny parowy bocznokołowiec DS „Blümlisalp” z 1906 roku, DS „Spiez” z 1901 roku - najstarszy parowy statek z napędem śrubowym na szwajcarskich wodach oraz 6 współczesnych jednostek motorowych różnej wielkości. Realizują one zarówno rejsy planowe, łącząc 12 przystani na obu brzegach jeziora, od Thun do Interlaken, jak i różnego rodzaju rejsy okazjonalne i eventowe.

## Region winiarski
Otoczenie jeziora Thun jest regionem uprawy winorośli. Winnice znajdują się w gminach Thun, Spiez, Oberhofen am Thunersee i Hilterfingen. Uprawia się tu białe szczepy müller-thurgau i chardonnay oraz czerwone garanoir i pinot noir. Od 1 stycznia 2008 r. producenci win z regionu jeziora Thun (niem. Produktionsregion Thunersee) uzyskali prawo oznaczania swych wyrobów znakiem AOC (fr. Appellation d’Origine Contrôlée).